# محمد العلمي (كاتب)
محمد العلمي (2 أبريل 1944 -) هو كاتب مغربي.

## حياته ونشأته
ولد بمدينة فاس في 2 أبريل 1944. حصل سنة 1981 على دبلوم الدراسات العليا في الأدب العربي من كلية الآداب والعلوم الإنساني بفاس حيث يشتغل حاليا أستاذا جامعيا.
التحق محمد العلمي باتحاد كتاب المغرب سنة 1976. يتوزع إنتاجه بين الكتابة الشعرية، الدراسات النقدية والتحقيق.

## مؤلفاته
- العروض والقافية: دراسة في التأسيس والاستدراك، دار الثقافة، الدار البيضاء، 1983.[3]
- عروض الورقة / تأليف إسماعيل بن حماد الجوهري، تحقيق محمد العلمي, دار الثقافة، البيضاء، 1984.
- زعيم الريف.[4]